# Brampton Island
Brampton Island è un'isola che fa parte delle Cumberland Islands. È situata nel mar dei Coralli al largo della costa centrale del Queensland, in Australia, a nord- della città di Mackay. L'isola si trova affiancata a sud-ovest di Carlisle Island.
La maggior parte dell'isola fa parte di un parco nazionale (Brampton Islands National Park), tuttavia esiste un resort situato sull'isola. Il punto più alto è Brampton Peak, 214 m sul livello del mare; l'area dell'isola è di 4,6 km².

## Storia
Identificata come parte delle "Cumberland Isles Group" dal capitano James Cook nel 1770. L'isola di Brampton fu designata con la sigla "M" dal tenente Matthew Flinders, a bordo della HMS Investigator nel 1802. Fu chiamata Brampton Island nel 1879 dall'ispettore marittimo dell'ammiragliato E. P. Bedwell  che chiamò ogni isola del gruppo come le città nel distretto dei laghi del Cumberland, in Inghilterra.